# Isoxsuprina
Isoxsuprina (usada como cloridrato de isoxsuprina) é um medicamento utilizado como vasodilatador em pessoas (nomes comerciais: Duvadilan, Vasodilan, Inibina, entre outros) e equinos. A isoxsuprina é um agonista dos receptores adrenérgicos β2 que causa relaxamento direto da musculatura lisa uterina e vascular por meio dos receptores β2.

## Uso

### Em humanos
A isoxsuprina é utilizada em pessoas no tratamento do parto prematuro, ou seja, como um tocolítico, e como vasodilatador no tratamento da insuficiência vascular cerebral, fenômeno de Raynaud e outras condições.

### Em cavalos
A isoxsuprina é comumente utilizada para tratar problemas relacionados aos cascos do cavalo, especialmente, para laminite [en] e doença navicular [en], pois seus seus efeitos vasodilatadores aumentam a circulação nos cascos, ajudando a combater essas condições. A administração é oral e a maioria dos cavalos toleram bem a droga.
A isoxsuprina é uma droga de classe B proibida em competições reguladas pela Federação Equestre Internacional (FEI) e por outras associações equestres. Pode ser detectada na urina por várias semanas ou meses após a administração.